# Circus Krone

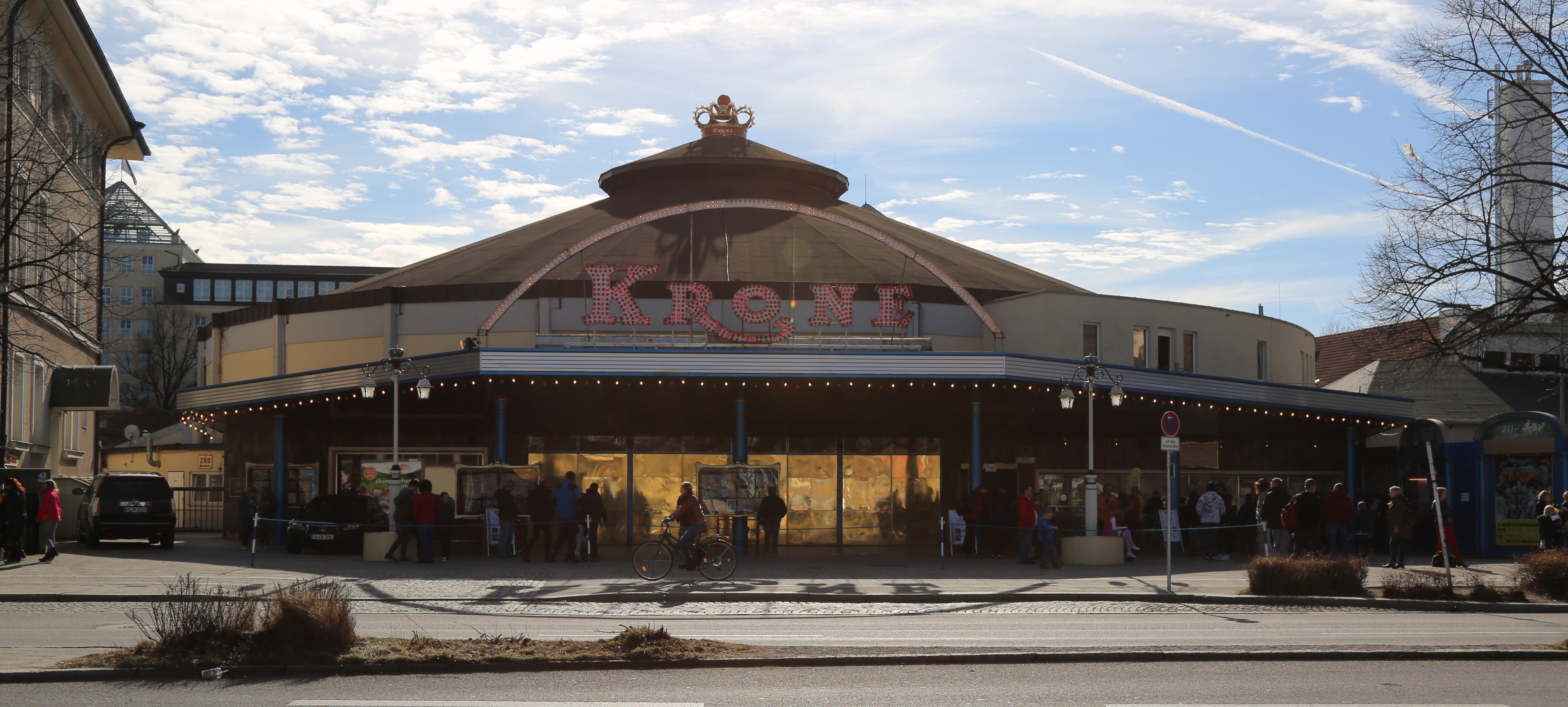
Der Kronebau in München

Der Circus Krone ist nach eigenen Angaben der größte Zirkus der Welt. Er wurde im Jahr 1905 von Carl Krone im Harz unter dem Namen Circus Charles als Tierschau gegründet.

## Geschichte

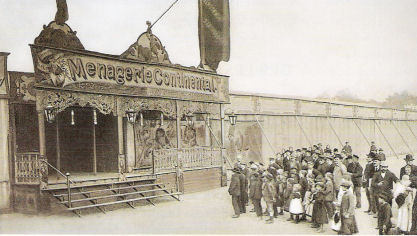
Wandermenagerie „Continental“ des Carl Krone senior, 1884

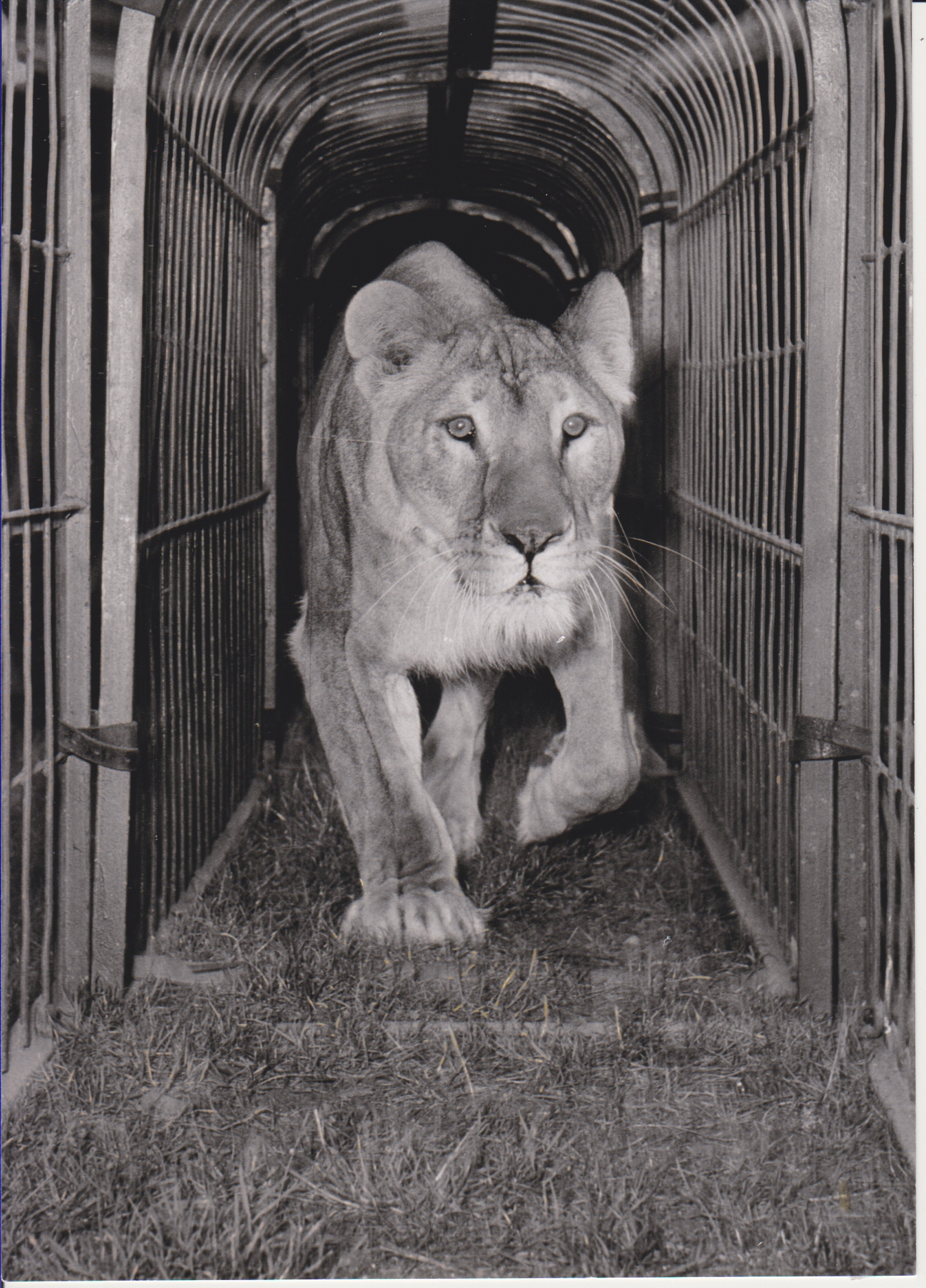
Löwe auf dem Weg in die Manege (1960er Jahre)

Die Geschichte des Circus Krone begann 1870, als Karl Krone senior (* 19. September 1833 in Questenberg (Südharz); † 1. Februar 1900 in Frankfurt (Oder)) die Menagerie Continental als Wandermenagerie gründete. Im selben Jahr wurde sein Sohn und späterer Nachfolger Carl Krone geboren. Die Menagerie zog durch Europa und hatte in den folgenden Jahren zunehmenden Erfolg, insbesondere durch Schaunummern, die auf der Gelehrigkeit der Wildtiere basierten.
Die Menagerie führte auch die damals sogenannte „Negertruppe“ vor. Derartige Sideshows, die Menschen zeigten, die als „exotisch“ wahrgenommen wurden oder körperliche Auffälligkeiten oder Behinderungen hatten, waren in Zirkussen häufig Bestandteil des Programmes.
Nach Frankfurt (Oder) brachte Karl Krone senior 1900 u. a. Löwen, Elefanten, Wölfe, Seelöwen und Hyänen mit. Er erkrankte jedoch noch während des Gastspiels schwer und verstarb in Frankfurt (Oder). Er ist auf dem dortigen Hauptfriedhof begraben.
Nachdem Sohn Fritz, den Krone als seinen Nachfolger vorgesehen hatte und der die Bären dressierte, bei einem Unfall mit einem seiner Tiere ums Leben gekommen war, trat Carl Krone in das Unternehmen des Vaters ein. Carl Krone junior legte besonderen Wert auf die Tierdressuren, für die ein eigener, der Tierbude der Menagerie Continental angeschlossener Zeltanbau errichtet wurde. Im Jahr 1893 zeigte er dort als Dompteur Charles zum ersten Mal in der Geschichte der Tierdressur den sensationellen Ritt eines Löwen auf einem Pferde. Als der Vater Karl Krone am 1. Februar 1900 bei einem Gastspiel in Frankfurt (Oder) starb, wurde Carl Chef der unterdessen unter dem Namen Menagerie Circus des Dompteur Charles erfolgreichen Wandertruppe. Im Mai 1905 gründete er daraus den Circus Krone, der jedoch zunächst unter dem Namen Cirque Charles beziehungsweise Circus Charles firmierte. Carl Krones Ehefrau Ida war in den Anfangsjahren des Zirkus als Raubtierdompteurin zu sehen. Auch nach der offiziellen Gründung waren Völkerschauen wichtiger Bestandteil des Programms. Zu sehen waren laut der Historikerin Anne Dreesbach unter anderem amerikanische Ureinwohner. In Folge des Ersten Weltkriegs wurde das Unternehmen in Circus Krone umbenannt, da Cirque Charles zu „ausländisch“ klang. Nach Ende des Krieges tourte der Zirkus durch Italien und später durch Spanien und wurde so international bekannt.

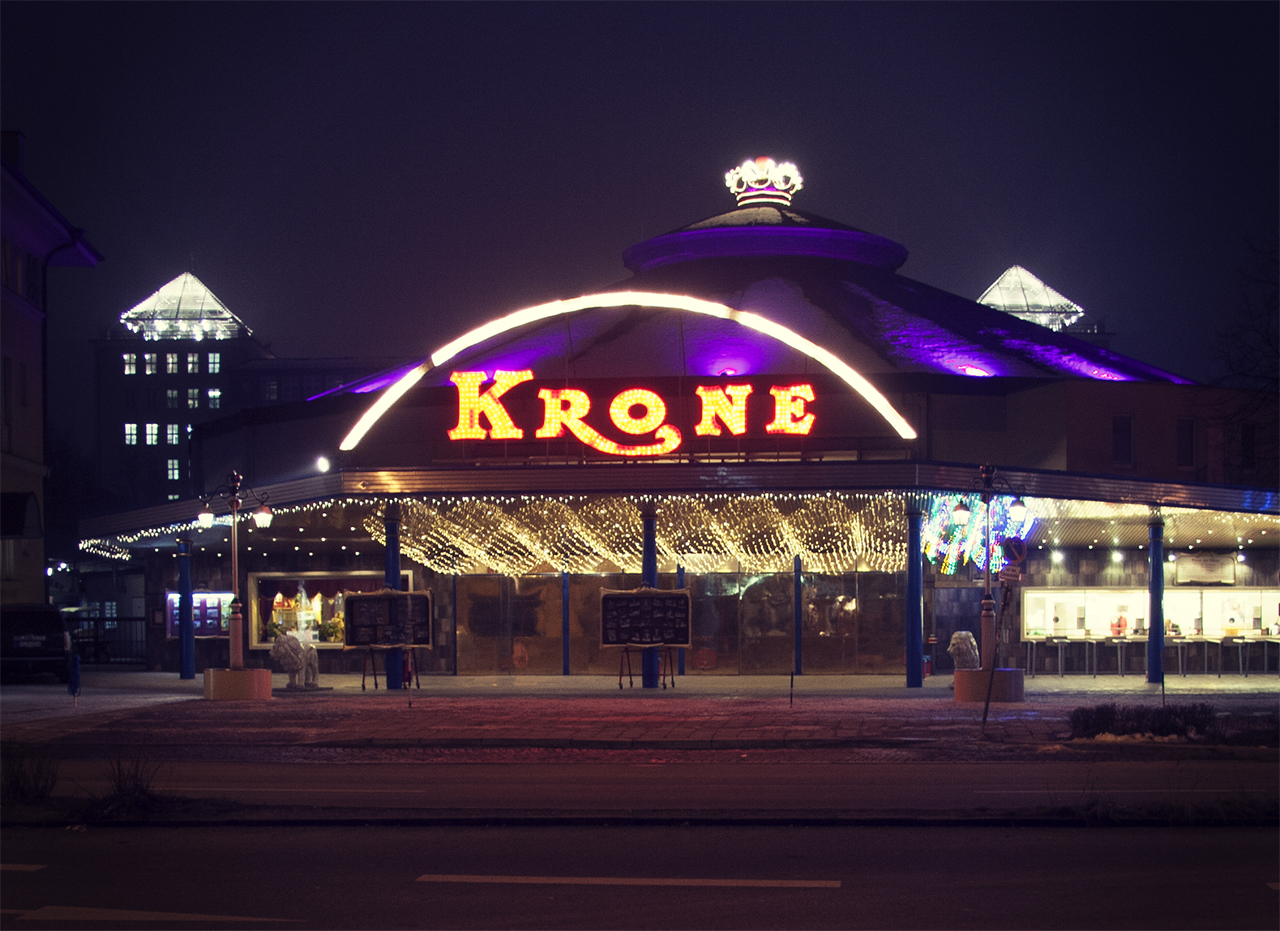
Der Kronebau in München bei Nacht, 2015

Der Zirkus hat seit 1919 seinen festen Sitz in München und besitzt dort ein festes Gebäude, den Kronebau in der Marsstraße (damals 4000 Sitzplätze). Er ist damit der einzige (west-)europäische Zirkus mit einem „festen“ Stammsitz. Der erste Kronebau, errichtet am 10. Mai 1919, war aus Holz und wurde Ende 1944 bei einem Bombenangriff zerstört. Dem kurz nach Ende des Zweiten Weltkriegs aufgebauten Provisorium folgte 1962 der heute noch bestehende dritte Kronebau mit 3000 Sitzplätzen. Von November bis April bespielt der Zirkus Krone den Kronebau, danach geht er mit dem Zelt auf Tournee.
Am 3. Februar 1921 fand eine Protestveranstaltung der NSDAP gegen die Reparationszahlungen als Folge des Ersten Weltkriegs statt. Der erste Reichsparteitag der NSDAP wurde vom 27. bis 29. Januar 1923 unter dem Motto „Deutschland erwache“ im Circus Krone abgehalten. Im Vorlauf zum Hitlerputsch rief Adolf Hitler am 30. Oktober 1923 im Circus Krone zum Aufstand auf. Im Jahre 1924 fand die Premiere im neuen Zirkuszelt statt, das für damalige Verhältnisse einen gigantischen Umfang hatte. Mit 8000 Sitzplätzen, zwei Bühnen und drei Manegen wurde Krone zum größten Zirkus in Europa. Das Drei-Manegen-Prinzip, das Krone aus den USA übernommen hatte, konnte sich in Deutschland jedoch nicht durchsetzen. Die Zeit der Weltwirtschaftskrise ab 1929 überbrückte der Zirkus mit Tourneen durch Italien, Spanien, Frankreich, Österreich, Ungarn und die Schweiz.
Carl Krone kaufte 1932 den Kronepark. Nach seinem Tod im Jahre 1943 und während des Zweiten Weltkriegs wurde der Zirkus zerstört. Viele Tiere waren jedoch in dieser Zeit außerhalb von München untergebracht. Die Elefanten hatten bis nach Kriegsende ihr Quartier in der Alten Saline in Bad Reichenhall und überlebten auch den dortigen Bombenangriff 1945 unbeschadet. Nach dem Krieg, wurde der Zirkus von Frieda Sembach-Krone und Carl Sembach wieder mit festem Sitz in München aufgebaut. 1949 erweiterte der Zirkus seine Reichweite, indem er Gastspiele in anderen Städten veranstaltete.
Von 1969 bis 1971 diente der Zirkus als Kulisse für die Dreharbeiten der seinerzeit erfolgreichen ARD/SF-Fernsehserie Salto Mortale.

## Der Zirkus heute

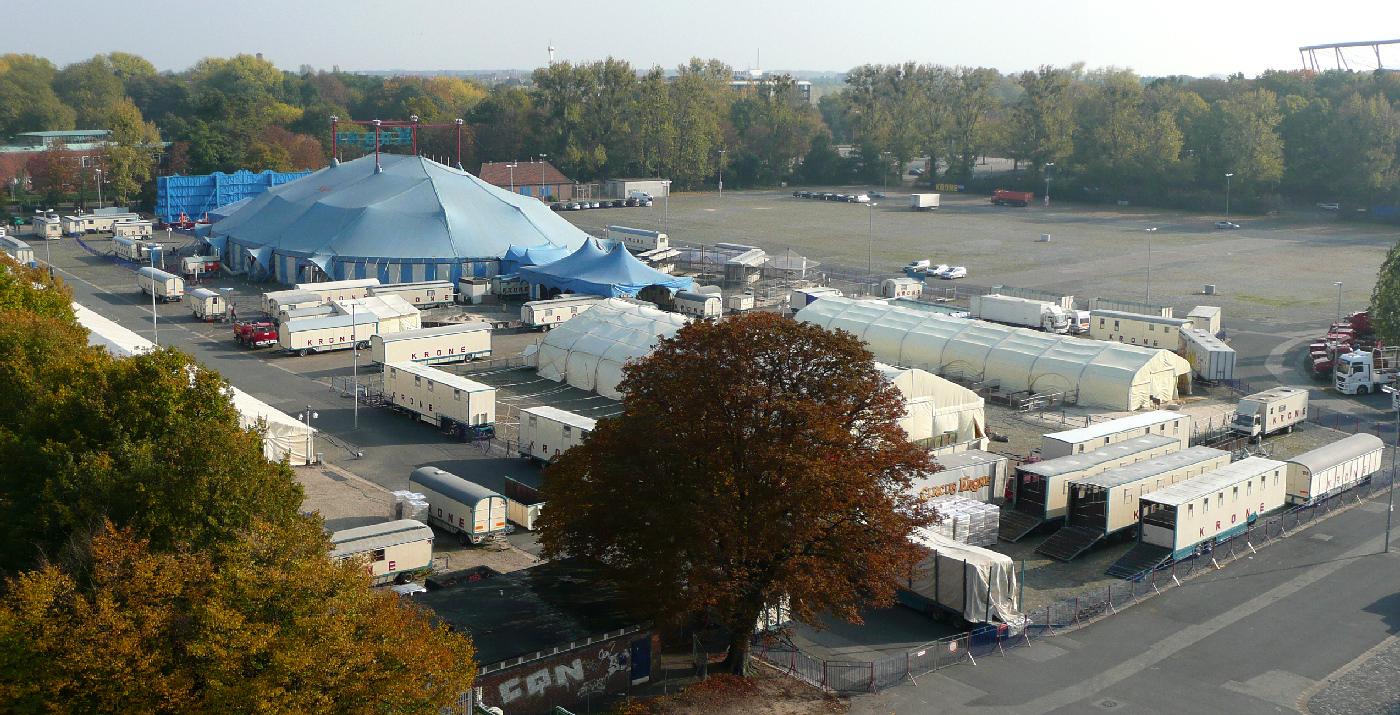
Zeltstadt auf dem Schützenplatz Hannover

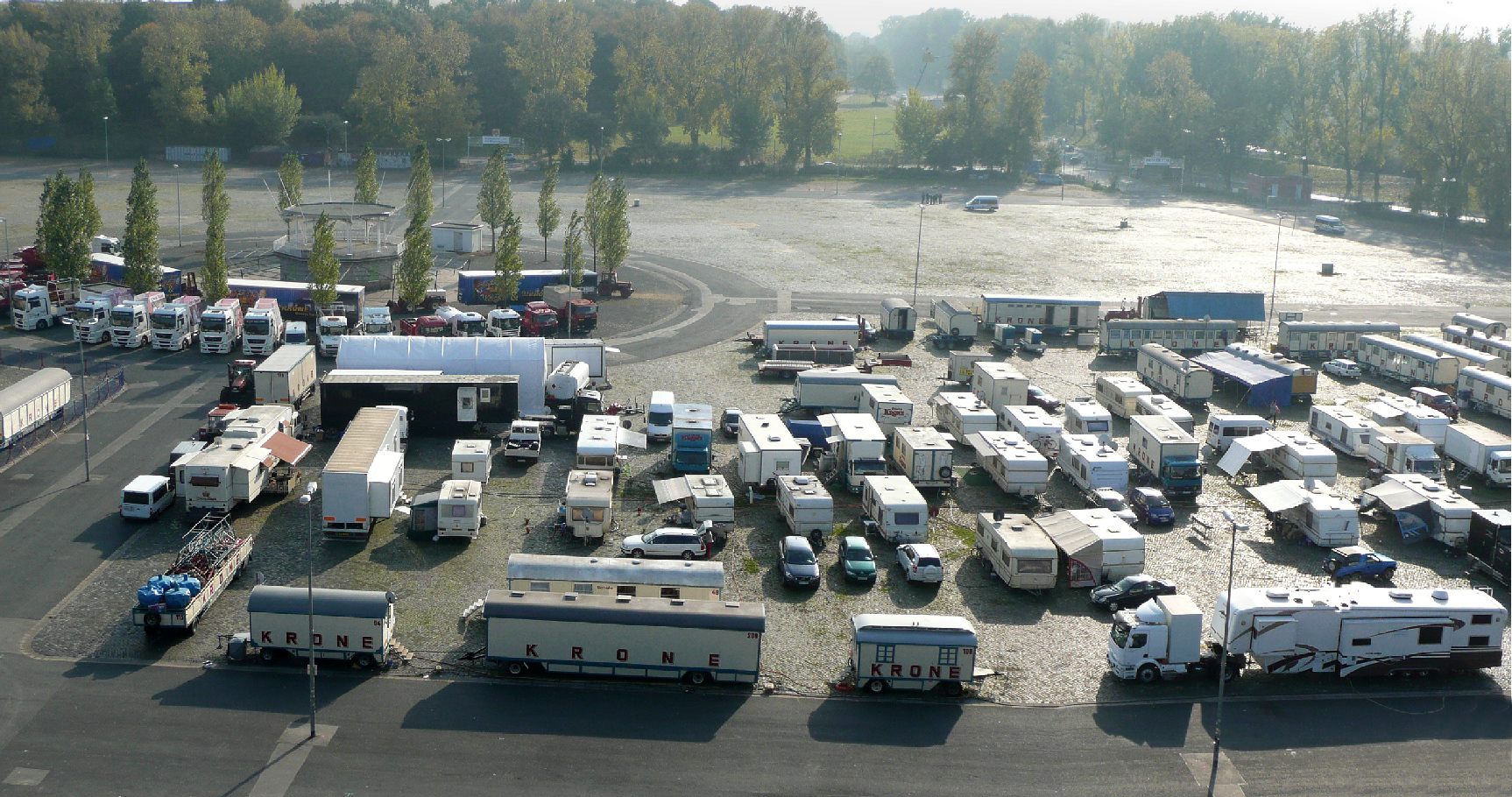
Fuhrpark und Wohnwagen auf dem Schützenplatz Hannover

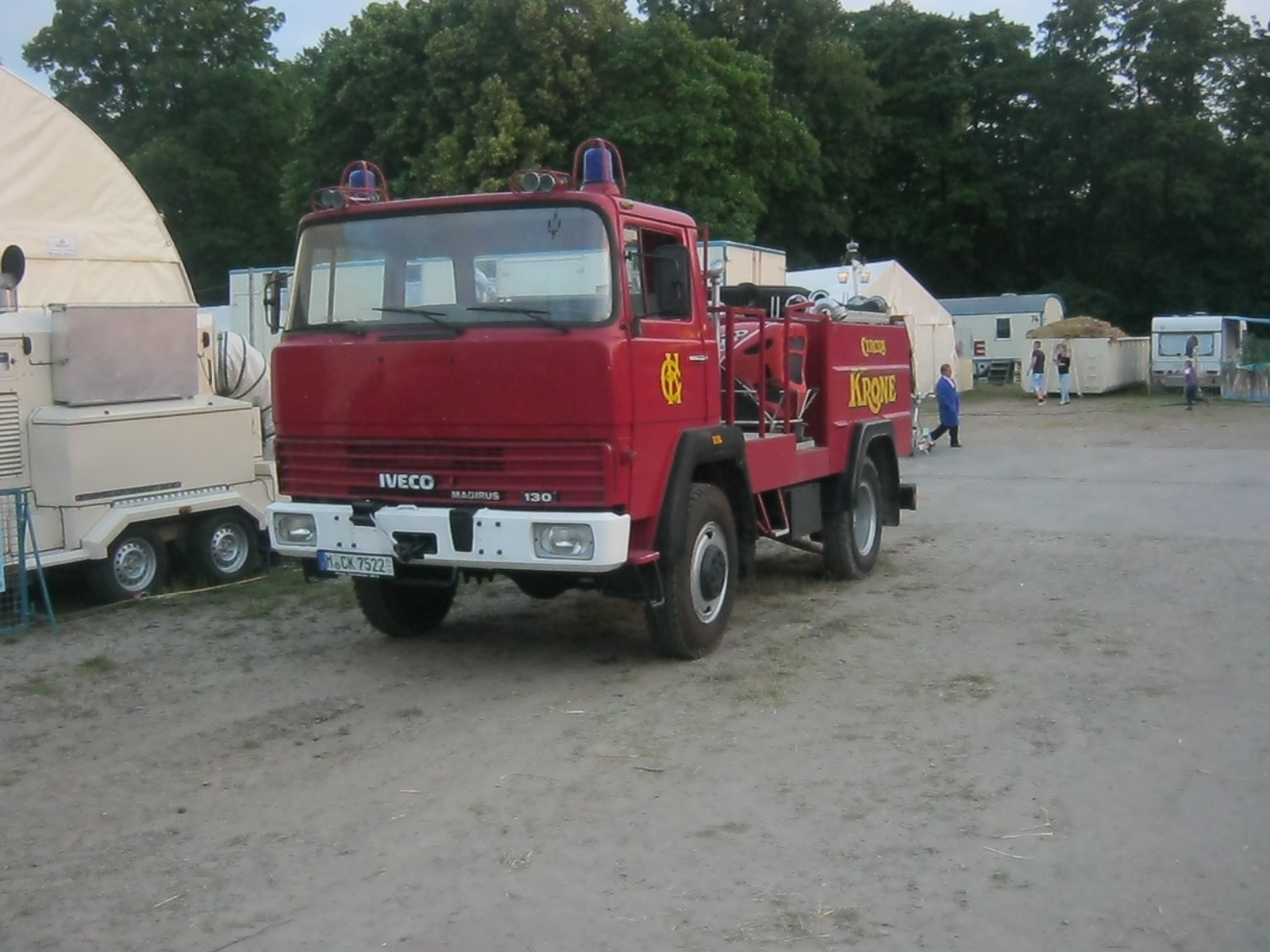
Krone-Feuerwehrfahrzeug in Düren

Der Gründer Carl Krone wurde zu Lebzeiten als „König des deutschen Circus“ bezeichnet. Die zum Kronebau und zur Marsstraße angrenzende Seitenstraße wurde 1967 auf Initiative des Oberbürgermeisters Hans-Jochen Vogel in Zirkus-Krone-Straße umbenannt. Laut Aussage des Münchner Oberbürgermeisters Christian Ude sollte mit dieser Umbenennung der Gründer des Zirkusses, Carl Krone, geehrt werden. Diese Aussage nahm die Tierschutzorganisation PETA zum Anlass, mit Hinweis auf die Völkerschauen, die Carl Krone veranstaltet hatte, die Umbenennung der Straße zu fordern, was vom Oberbürgermeister abgelehnt wurde.
Ab 1995 leitete Christel Sembach-Krone den Zirkus, die ab 1956 für die Pferde-Freiheitsdressur bekannt war. Sie war die Tochter von Frieda und Carl Sembach und gilt als Schöpferin des Krone-Festivals, das viele artistische und circensische Attraktionen bietet. Heute bespielt der Circus Krone ein Zirkuszelt mit 4500 Sitzplätzen, einer Fläche von 48 × 64 Metern und einer Kuppelhöhe von 14 Metern. Es überspannt eine Fläche von etwa 3000 Quadratmetern. Bei Gastspielen leben und arbeiten fast 300 Menschen in der aus 330 Wohn-, Pack- und Gerätewagen bestehenden Zeltstadt. Andere Quellen sprechen von 400 Menschen und 200 Tieren. Nach Angaben von Krone-Sprecherin Susanne Matzenau dauert es etwa sechs Stunden, um das „größte reisende Zirkuszelt der Welt“, eine Sonderanfertigung aus Italien in der Größe eines Fußballfeldes, aufzustellen, 120 Scheinwerfer zu positionieren, sieben Kilometer Kabel zu verlegen und das Becken der Seelöwen mit 100.000 Liter Wasser zu befüllen.
Neben verschiedenen Werkstätten, einer Personalküche, einer Sattlerei und einer Schneiderei verfügt der Circus Krone auch über eine eigene Schule für die Kinder der Zirkusangehörigen sowie über eine Betriebsfeuerwehr.
Bis 1999 war der Zirkus noch großteils mit eigenen Sonderzügen in ganz Europa unterwegs. Diese speziellen Zirkuszüge waren bis zu 700 Meter lang und bis zu 2000 Tonnen schwer. Einzigartig war, dass der Zirkus eigene Transportwaggons für Elefanten in Betrieb hatte. Da die Deutsche Bahn immer mehr Güterbahnhöfe und Nebenstrecken einstellen ließ und es an geeigneten Verladerampen zunehmend mangelt, wurde der Bahntransport logistisch immer aufwendiger und schließlich Ende 1999 komplett aufgegeben. Seitdem wickelt der Zirkus seine gesamte Logistik über die Straße mit Tiefladern ab.
Eine feste Institution war für viele Jahre die Wohltätigkeits-Veranstaltung Stars in der Manege, die die ARD für das Jahr 2009 auf Grund sinkender Einschaltquoten aussetzte und die 2010 gänzlich eingestellt wurde. Zwei neue Ausgaben des Formats Stars in der Manege, moderiert von Jörg Pilawa und Jana Ina Zarrella, wurden am 30. Dezember 2022 und 6. Januar 2023 auf Sat.1 ausgestrahlt.
Im Jahr 2001 adoptierte die kinderlose Christel Sembach-Krone die Schweizer Tiertrainerin Jana Mandana Lacey-Krone. Sie nahm den Namen Krone an, ist inzwischen die Nachfolgerin ihrer Adoptivmutter und führt den Zirkus weiterhin. Lacey-Krone ist seit 2007 mit dem englischen Löwendompteur Martin Lacey jr. verheiratet und Mutter dreier Söhne.
Im November 2020 wurde das Unternehmen von der Stadt München mit dem Preis Münchens ausgezeichnete Unternehmen in der Kategorie „Mittlere Unternehmen“ geehrt, da der Circus Krone seit über 50 Jahren regelmäßig Eintrittskarten an bedürftige Menschen ausgibt.
Da der Zirkus während der COVID-19-Pandemie weder auf Tournee ging noch im Krone-Bau Vorstellungen gab, wurde im August 2020 die Idee einer „Clown-Waschstraße“ von Christel Sembach-Krone aufgegriffen, die Ende Mai 2021 in einer Neuauflage erneut startete.

## Tiere
- Circa 40 Löwen (darunter der weiße Löwenkater „King Tonga“ († Oktober 2021)[20] und seine beiden Weibchen „Princess“ und „Diamond“ sowie der älteste Sohn von King Tonga und Princess namens „Baluga“ und dessen sechs Geschwister)
- Drei Tiger (Zwei weiße Tiere, ein normalfarbiges Tier)
- Zwei Asiatische Elefanten und zwei Afrikanische Elefanten[21]
- Ein Flusspferd -Dame Poppäa, Schweinsaffen, Ziegen, ein Wildschwein, Hängebauchschweine, ein Esel
- Etwa 100 Pferde unterschiedlicher Rassen, unter anderem Friesen, Araber, Lusitanos und Lipizzaner
- Ponys, Kamele, Papageien, vier Zebras und mehrere Lamas
- Vier Kalifornische Seelöwen
- Ein Breitmaulnashornbulle „Tsavo“ († März 2019)[22] (ehemals mit dem Circus Barum unterwegs)

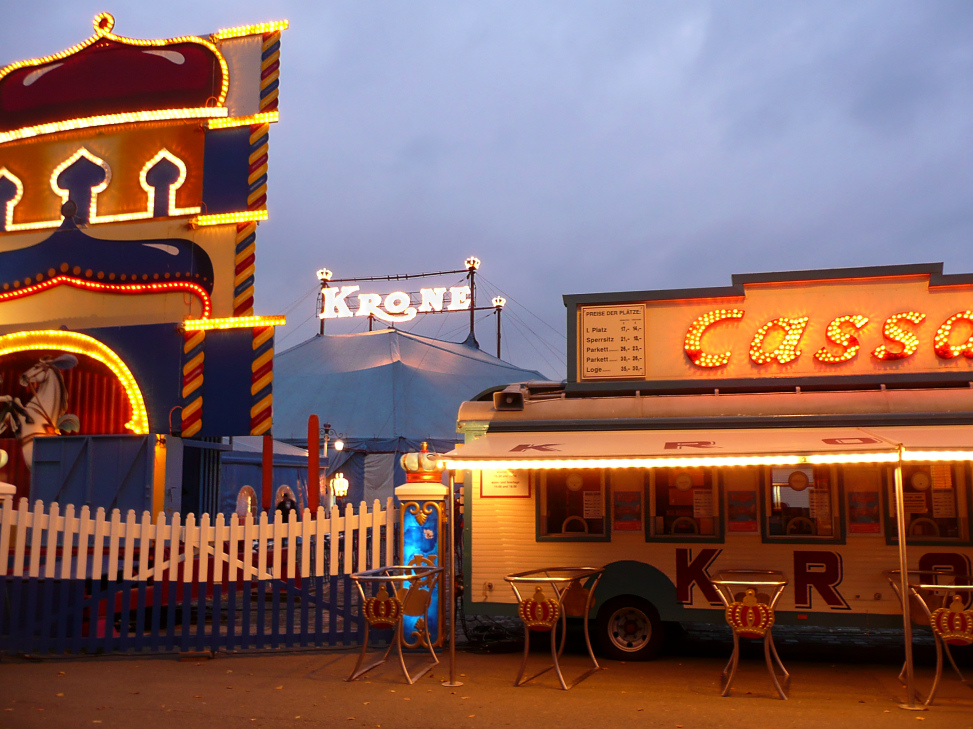
Eingangsportal, Zirkuszelt und Kassenwagen
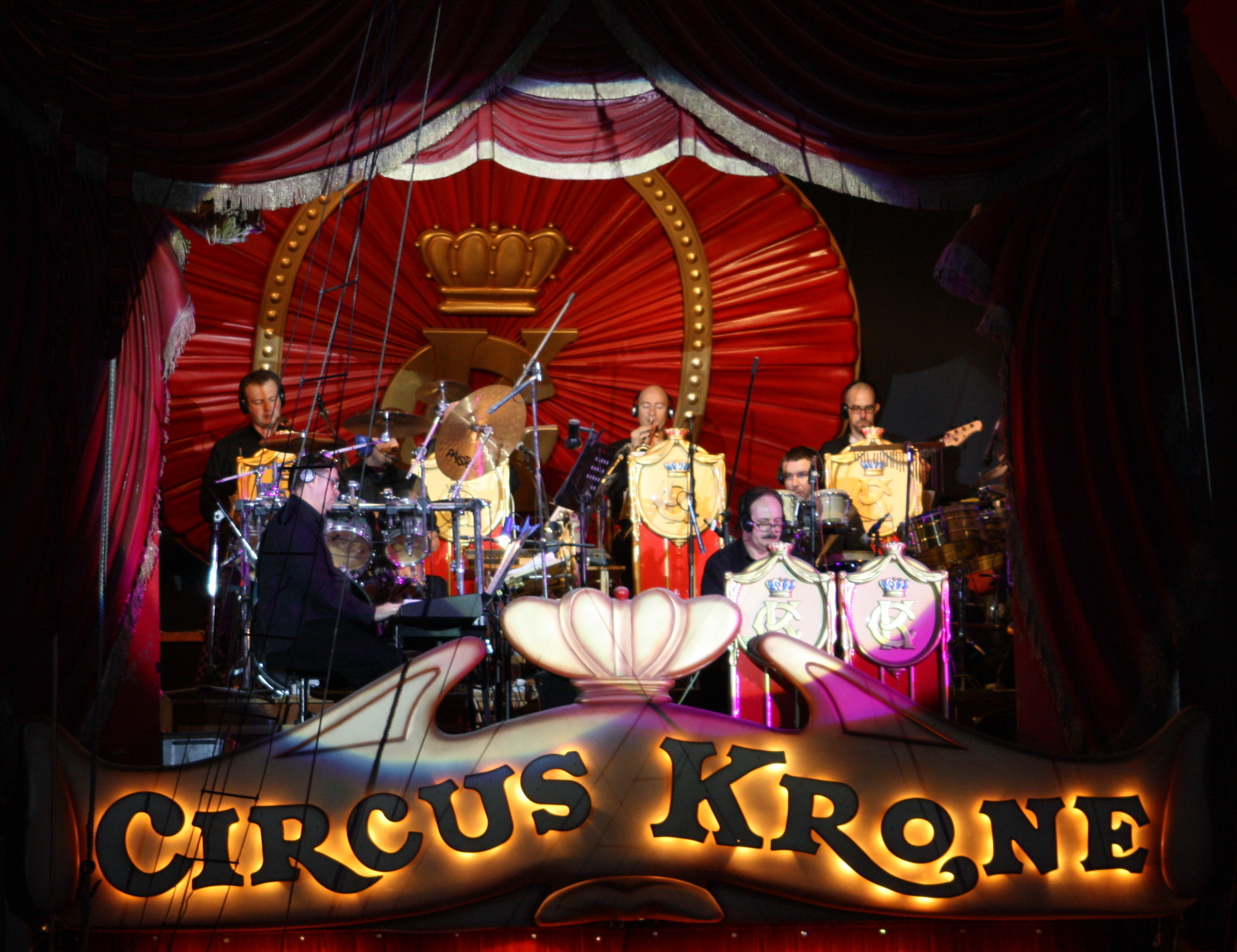
Musikband
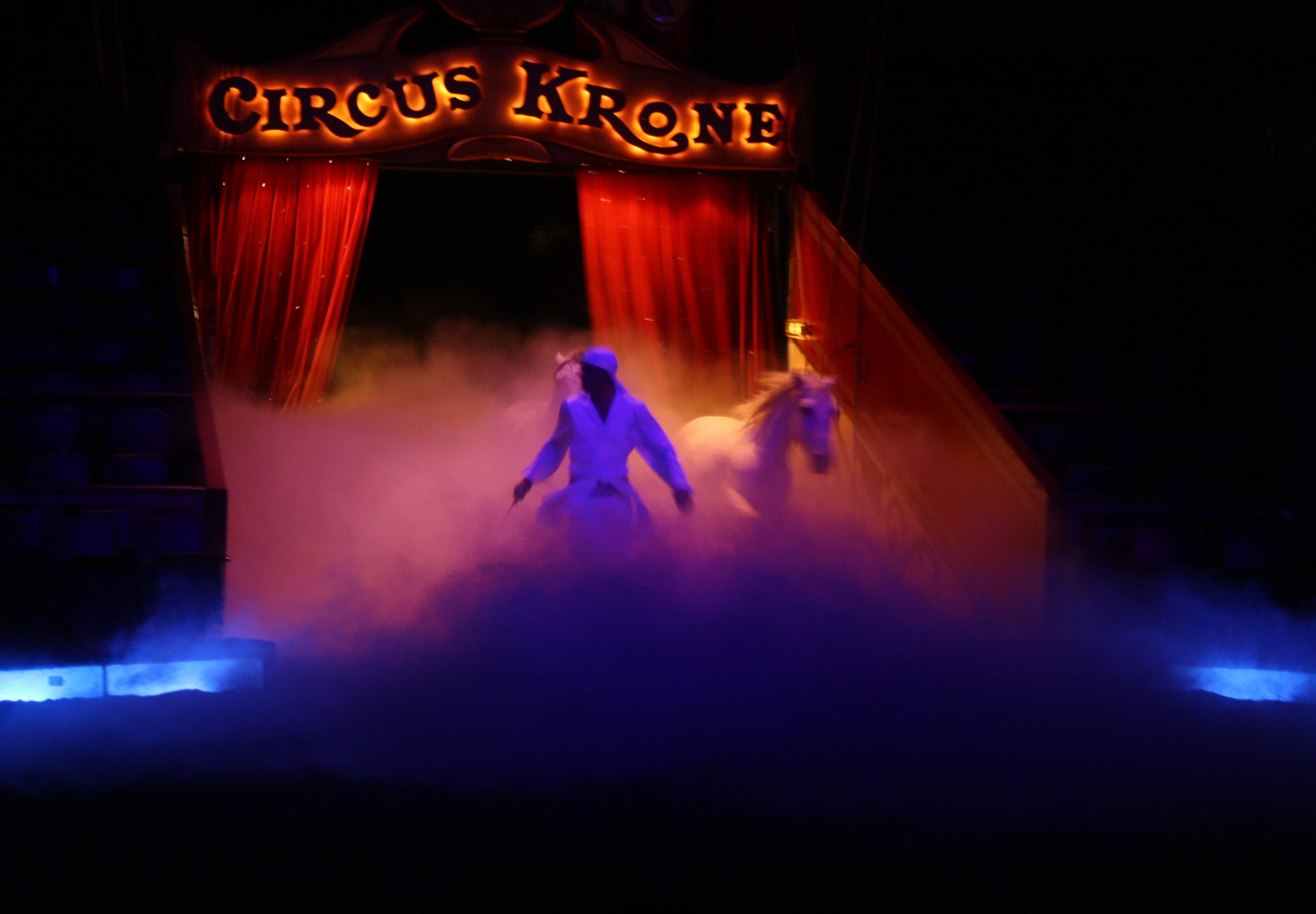
Pferdedressur
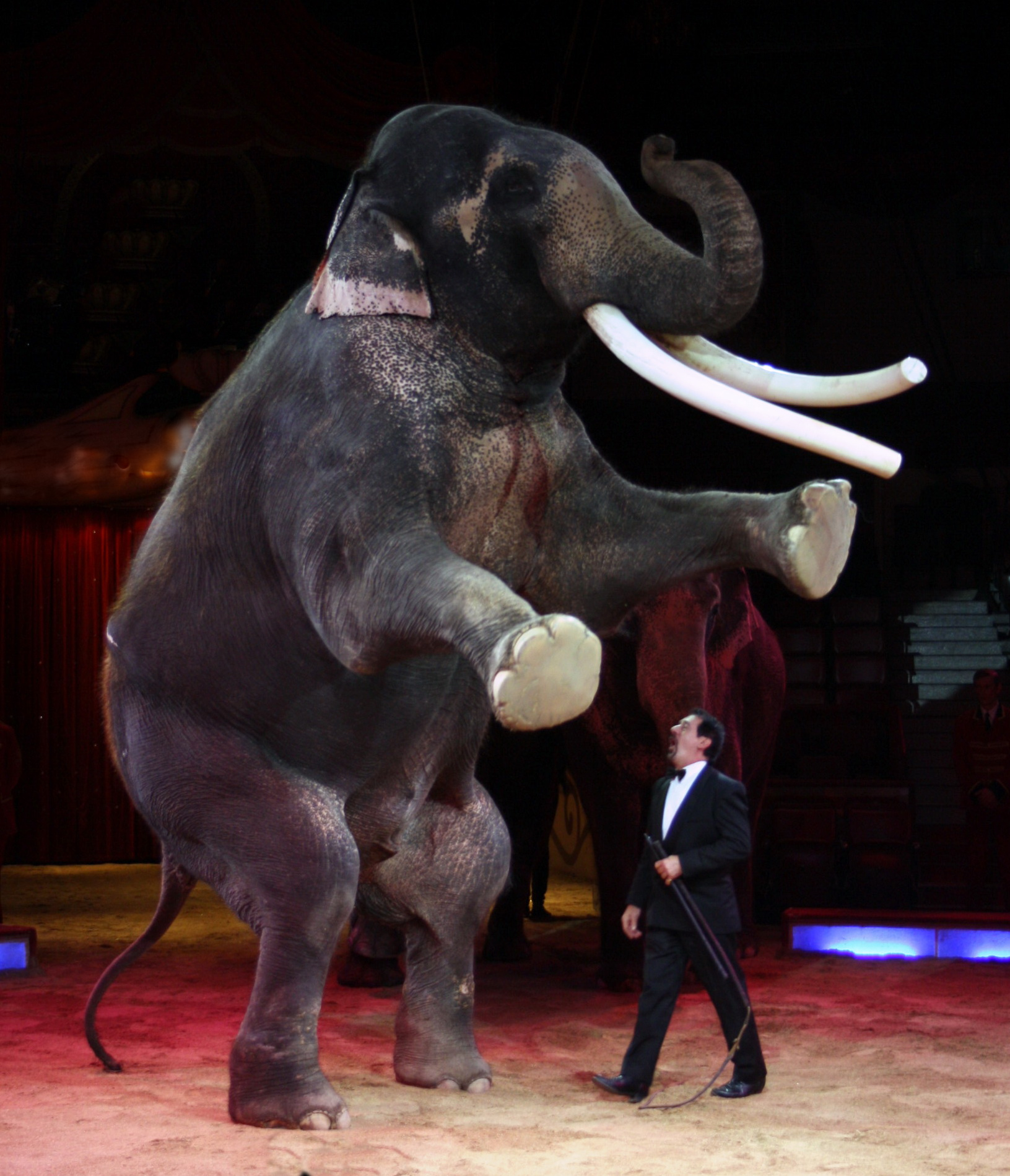
Elefant Colonel Joe

## Kritik

### Tierhaltung allgemein
Von verschiedenen Seiten wurde dem Zirkus eine nicht artgerechte Tierhaltung vorgeworfen. Kritisiert werden Haltungsbedingungen, die Haltung von Wildtieren generell, einzelne Schaunummern und die Fütterung. In der Wintersaison 2008/09 fanden deshalb kleinere Demonstrationen vor dem Zirkusbau statt. Die Berichte hatten verstärkte Kontrollen der Landeshauptstadt München in der Wintersaison 2009/10 zur Folge. Der Circus Krone wurde Anfang 2009 vom Amtsgericht Darmstadt wegen zwei Ordnungswidrigkeiten gemäß § 18 TierSchG (Pferde befanden sich zum Zeitpunkt der Kontrolle Ende 2006 nicht auf der Koppel und Elefanten hatten nicht genügend Beschäftigungsmöglichkeiten) zu einer Geldbuße verurteilt.
Circus Krone seinerseits fühlt sich von Tierrechtlern wie der Organisation PETA, die jegliche Form von Tierhaltung durch Menschen ablehnen, verfolgt. Nachdem es bei Kontrollen der Tierhaltung in der Vergangenheit zu Beanstandungen gekommen war, habe der Circus Krone jene verbessert. Die Tiere werden beispielsweise in Freigehegen gehalten, sodass kein Tier nachts im Transportwagen eingesperrt verbleibt. Es gibt auch öffentliche Proben und Führungen zu den Gehegen und Stallungen.
Im November 2019 geriet der Zirkus erneut in die Schlagzeilen: Aufnahmen, auf denen Raubtierdompteur Martin Lacey jr. einen seiner Tiger mit einer Peitsche und einem Stock zu Tricks zwang, wurden scharf kritisiert. Die Aktionsgruppe Tierrechte Bayern erstattete Strafanzeige bei der Staatsanwaltschaft München. Lacey dementierte die vorgeworfenen „Quälereien“.

### Elefantenhaltung
Insbesondere die Elefantenhaltung im Circus Krone stößt immer wieder auf starke Kritik. Die Tiere wurden im 20. Jahrhundert täglich bis zu zehn Stunden an zwei Beinen mit Eisenketten fixiert. Seit einigen Jahren besitzen die Elefanten (neben dem Stallzelt) ein Außengehege, das mit einem Elektrozaun umspannt ist, sodass die Tiere sich dort tagsüber und nachts frei bewegen können. Dass die Tiere mit einem Elefantenhaken dressiert werden, wird weiterhin häufig kritisiert; der Zoologe Thomas Althaus führt an, dass „Elefantenhaken gleichsam diejenigen Einwirkungen imitieren, welche Elefanten zur gegenseitigen Verhaltenssteuerung untereinander ebenfalls einsetzen (Stoßen mit den Stoßzähnen, Ziehen mit dem Rüssel)“. Die Haken dienen nicht der Bestrafung, da eine körperliche Bestrafung (bspw. durch Elektroschockgeräte) stresserzeugend sei und gestresste bzw. ängstliche Tiere kaum lernfähig seien. Laut einigen Studien verursache die Elefantenhaltung in Zirkussen Verhaltensstörungen und verschiedene Erkrankungen. Im Juni 2018 brach eines der Elefantenweibchen in Neuwied aus und durchstreifte mehrere Minuten unbeaufsichtigt die Straßen der Stadt. Wenige Wochen später kam es in Osnabrück zu einem weiteren Vorfall: Bei einer Vorstellung kam es in der Manege zu einem Rangkampf zwischen mehreren Tieren. Eine Elefantenkuh stürzte dabei in die erste Besucherreihe. Die Vorstellung wurde unterbrochen, ein Mann wurde verletzt. Nach dem Vorfall gab der Circus Krone die fünf Elefanten im März 2019 vorübergehend an einen Park in Spanien ab. Dort starb Elefantenkuh Mala Ende November 2020 im Alter von 55 Jahren. Für die Wintershows 2019 wurden zwei der Tiere, Bara und Burma, wieder nach München zurückgeholt. Die Aktion löste eine Welle der Kritik aus, insbesondere das Entreißen aus der Herde, der stressige Transport der alten Elefanten von Spanien nach München und das Festhalten an der Elefantendressur. Die Behauptung von Tierschützern, dass der Elefantentransport stressig sei, wurde durch Untersuchungen des Verhaltensbiologen Immanuel Birmelin relativiert. Er führte sowohl bei Zirkuselefanten als auch bei Raubtieren Cortisolmessungen durch. Dabei lagen die Werte vor, während und nach den Tiertransporten immer unter dem Stresslevel.
Langfristig soll auf dem Gestüt des Zirkus' bei Weßling ein Altersruhesitz für die Elefanten entstehen, wofür der Circus Krone seit 2020 auf die Baugenehmigung wartet.

## Dokumentation
- 2023: Circus Krone – Manege mit Geschichte (45-minütige Fernsehdokumentation von Klaus Kastenholz).